# 曼泰利耶
曼泰利耶是瑞士的城鎮，位於該國西部，由弗里堡州負責管轄，面積1.13平方公里，海拔高度435米，2011年人口941，六成人口信奉基督教，人口密度每平方公里833人。

## 外部連結
- Official website （德文）